# JAL 익스프레스
JAL 익스프레스(일본어: JALエクスプレス, 영어: JAL Express)는 오사카 이타미 공항을 허브 공항으로 사용했던 과거 지역 항공사이자 일본항공의 자회사로 본사는 오사카부 이케다시에 있었다.

## 역사
- 1997년 4월 : 회사 설립
- 1998년 3월 : 기체 디자인, 로고, 유니폼 발표
- 1998년 7월 : 운항 시작 2대의 보잉 737-400 기종으로 오사카 이타미 국제공항 ~ 가고시마 공항, 미야자키 공항 국내선 첫 취항
- 2000년 12월 : 일부 노선에서 일본항공편 위탁 운항을 시작
- 2001년 3월 : 8대의 보잉 737-400기를 도입
- 2002년 11월 : 새로운 기체 디자인과 로고를 발표 (JAL 그룹의 통합 디자인)
- 2005년 4월 : 맥도넬더글러스 MD-81 기종을 도입, 도입을 점차 확대
- 2007년 4월 : 회사 설립 10주년을 맞이했다.
- 2008년 1월 : 보잉 737-400 항공기를 추가 도입
- 2008년 7월 : JAL 익스프레스 취항 10주년을 맞이했다.
- 2009년 5월 : JAL 국제선 위탁 운항을 시작.
- 2010년 6월 : 맥도넬더글러스 MD-81 항공기 퇴역.
- 2011년 3월 : JAL과 J-에어와 공동 인수 운항을 시작.
- 2014년 9월 : 경영난으로 일본항공에 합병

## 기내 서비스

### 승무원
JAL 익스프레스의 승무원은 스카이 케스트라고 불린다.
외부에 위탁하는 기내청소 등을 스카이 케스트들이 직접하여 비용을 절감한다.

### 잡지
기내 잡지로 JAL 그룹 공통의 " SKYWARD "외에 JEX 스카이 캐스트 단독 기내 잡지"JEX 레터 "가 준비되어있다. JEX 레터의 일부 기사는 오사카 공항 교통의 차내 잡지 "Limo. press"에도 실려있다.

### 좌석
- 2006년 10월 1일 보잉 737-400과 2008년 4월부터 도입이 진행되고있는 보잉 737-800에 "클래스 J"를 도입하고있다.

| 기종     | 클래스 J | 일반석 |
| -------- | -------- | ------ |
| B737-400 | 20       | 125    |
| B737-800 | 20       | 145    |

### 기내식
- 단거리 노선을 주로 운항하기 때문에 기내식은 제공되지 않지만 음료 (유자주스, 사과주스)와 따뜻한 차, 커피 그리고 수프를 제공한다. 또한 JAL 사탕과 흑설탕 사탕도 준비하고 있다.

## 운항 노선
- 2011년 12월 현재 JAL 익스프레스의 취항노선은 다음과 같으며(2011년 2월 1일 기준) 2011년 3월 27일부터 모든 항공편은 일본항공 편명으로 운항한다.

## 도장
JAL 그룹이기 때문에 기본적으로 JAL 디자인과 같다.
1세대
- 붉은 글자로 된 "JEX"문자와 회색 선이 그려져 있고 기울임 꼴로 "JAL Express"라고 작게 쓰여져 있었다. 꼬리날개는 쓰루마루가 아니라 회색선이 그어져 있는 모양이었다.

2세대
- 당시 JAL에서 채택된 "The Arc of the Sun (태양의 아크)"의 디자인이며, "JAL"(A에 가로 막대가 들어간다) 로고가 배치되었다 "JAL EXPRESS"의 옆에 표기되어 있었다.

3세대
- JAL의 쓰루마루 채용에 의한 디자인이며 화이트 바디에 기울임꼴 글자 " JAL EXPRESS "라고 그려져있고, 꼬리에 쓰루마루가 그려져있다. 그러나 쓰루마루의 문자는 "JAL"이다.

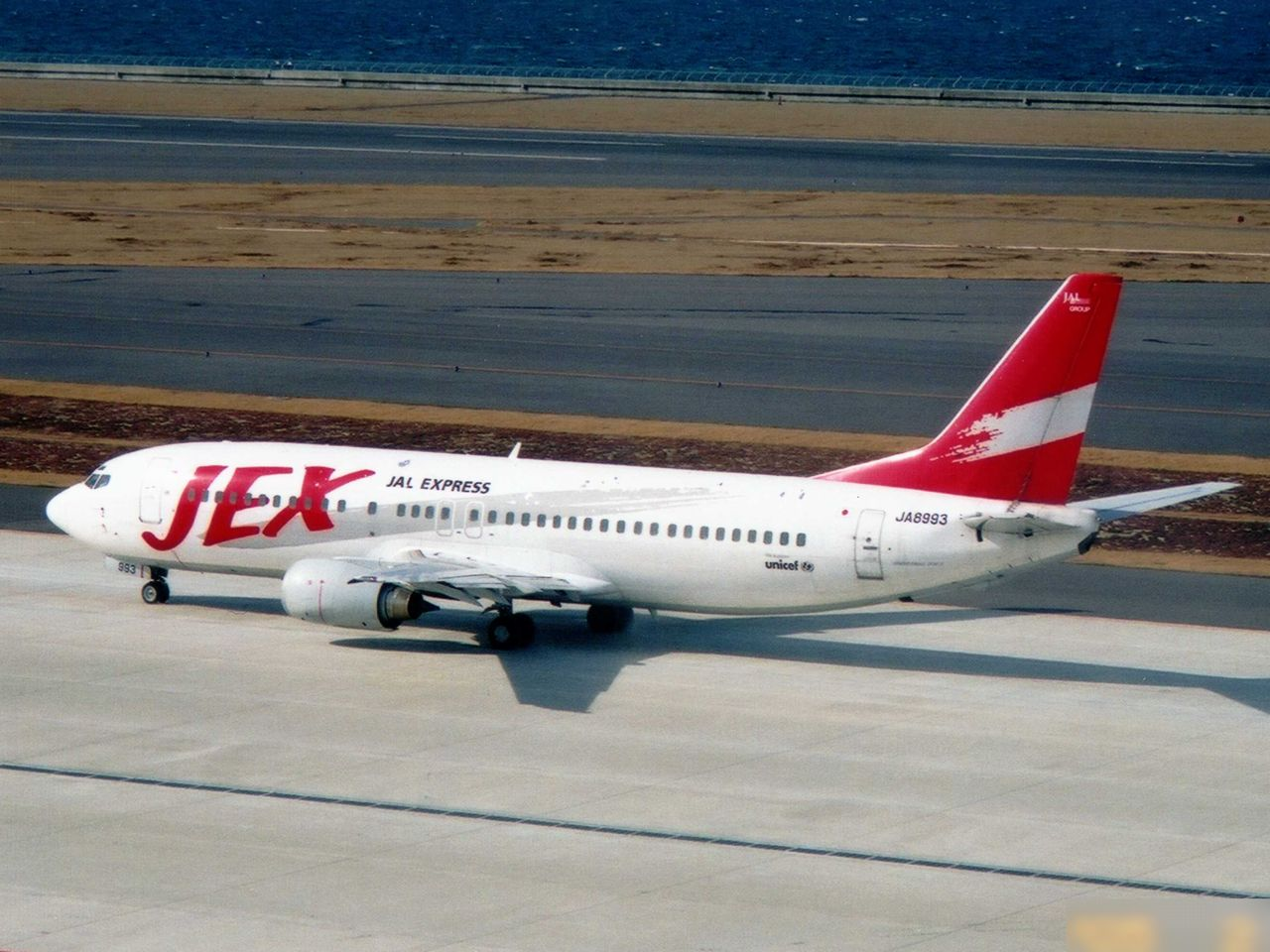
1세대 도장을 한 737-400 (퇴역)
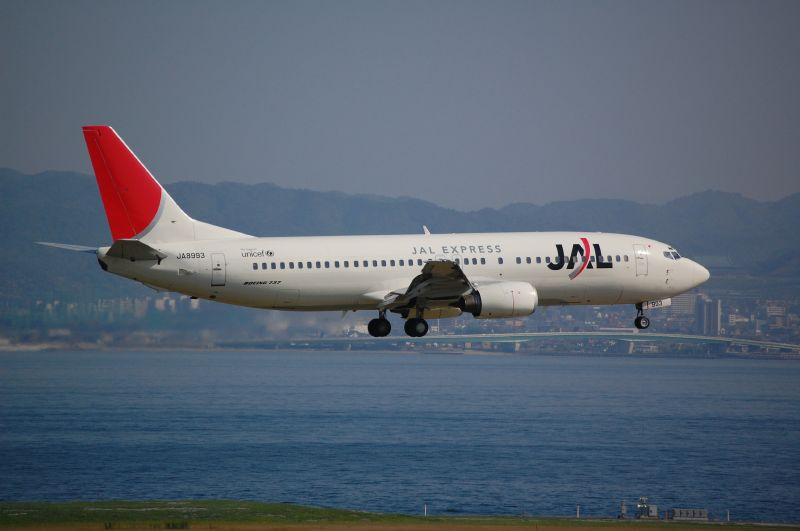
2세대 도장을 한 737-400 (퇴역)
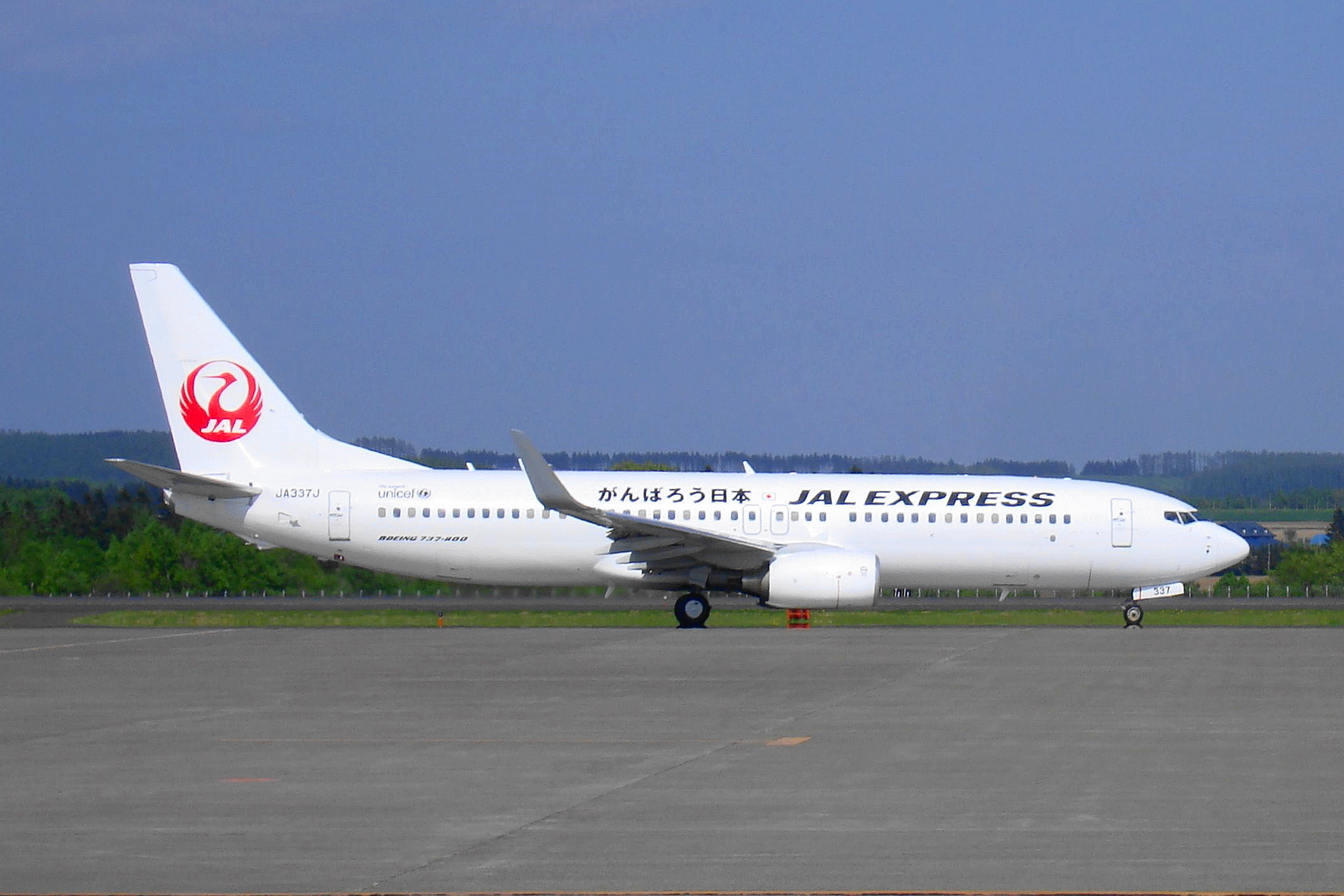
3세대 도장을 한 737-800 (퇴역)

## JAL 그룹 항공사
JAL 그룹은 국제 항공 동맹 원월드에 가입해있다. ※ 표시가 된 항공사는 원월드에 가입하지 않았다.
- 일본항공인터내셔널
- 일본 트랜스오션 항공
- 제트스타 재팬
- J-에어
- 일본에어커뮤터 ※
- 류큐 에어 커뮤터 ※

## 같이 보기
- 일본의 교통
- 일본의 공항
- 일본항공인터내셔널
- 일본항공 (지주회사)
- 전일본공수